# Saltfjellet-Svartisen nationalpark
Saltfjellet-Svartisen nationalpark ligger i Beiarn, Meløy, Rana, Rødøy, Saltdal og Skjerstad kommuner i Nordland. Parken blev oprettet i 1989 og dækker et areal på 2.102 km²;. Nationalparken grænser til Gåsvatnan landskabsværnområde samt til Blakkådalen og Storlia naturreservater.
Isbræen Svartisen er en central del af nationalparken, som også har mange samiske kulturminder.